# Seznam baletů Adolpha Adama
Toto je seznam baletů francouzského hudebního skladatele Adolpha Adama.
| Český název                                                     | Původní název                          | Žánr                        | Počet dějství | Libreto                                                                       | Původní choreografie                  | Datum premiéry                | Místo, divadlo                                               |
| --------------------------------------------------------------- | -------------------------------------- | --------------------------- | ------------- | ----------------------------------------------------------------------------- | ------------------------------------- | ----------------------------- | ------------------------------------------------------------ |
| Bílá kočka (spolu s Casimirem Gidem)                            | La Chatte blanche                      | pantomima v anglickém stylu | 1             |                                                                               |                                       | 26. července 1830             | Paříž, Théâtre des Nouveautés                                |
| Faust                                                           | Faust                                  | grand-ballet                | 3             | André-Jean-Jacques Deshayes na téma J. W. Goetha                              | André-Jean-Jacques Deshayes           | 16. února 1833                | Londýn, King's Theatre                                       |
| Dunajská žínka                                                  | La Fille du Danube                     | balet                       | 2             | Eugène Desmares                                                               | Filippo Taglioni                      | 21. září 1836                 | Paříž, Théâtre de l'Académie Royale de Musique               |
| Mohykáni                                                        | Les Mohicans                           | balet-pantomima             | 2             | Léon Halévy                                                                   | Antonio Guerra                        | 5. července 1837              | Paříž, Théâtre de l'Académie Royale de Musique               |
| Pirát                                                           | L'Ecumeur de mer / Морской разбойник   | balet-pantomima             | 2             | Joseph Mazilier                                                               | Joseph Mazilier                       | 10. května 1840               | Petrohrad, Velké kamenné divadlo                             |
| Hamadryády                                                      | Die Hamadryaden                        | opera-balet                 | 2             | de Colombey                                                                   | Paolo (?) Taglioni                    | 28. dubna 1840                | Berlín, Königliches Opernhaus                                |
| Giselle                                                         | Giselle, ou Les Willis                 | balet-pantomima             | 2             | Théophile Gautier a Jules-Henri Vernoy de Saint-Georges podle Heinricha Heina | Jean Coralli a Jules Perrot           | 28. června 1841               | Paříž, Théâtre de l'Académie Royale de Musique               |
| Krásná Genťanka                                                 | La Jolie Fille de Gand                 | balet-pantomima             | 3             | Jules-Henri Vernoy de Saint-Georges a Albert (tj. Ferdinand-Albert Decombé)   | Albert (tj. Ferdinand-Albert Decombé) | 22. června 1842               | Paříž, Théâtre de l'Académie Royale de Musique               |
| Ďáblův podíl                                                    | Le Diable à quatre                     | balet-pantomima             | 2             | Adolphe de Leuven podle Jeana Michela Seadaina                                | Joseph Mazilier                       | 11. srpna 1845                | Paříž, Théâtre de l'Académie Royale de Musique               |
| Mramorová dívka                                                 | La Fille de marbre / The Marble Maiden | balet                       | 3             | Jules-Henri Vernoy de Saint-Georges                                           | Albert (tj. Ferdinand-Albert Decombé) | 27. září 1845                 | Londýn, Theatre Royal, Drury Lane                            |
| Griseldis aneb Pět smyslů                                       | Griseldis, ou Les Cinq Sens            | balet-pantomima             | 3             | Philippe-François Pinel Dumanoir                                              | Joseph Mazilier                       | 16. února 1848                | Paříž, Théâtre de l'Académie Royale de Musique               |
| Víla kmotřenka (spolu s Alfredem de Clémenceau de Saint-Julien) | La Filleule des fées                   | balet-féerie                | 3             | Jules Perrot a Jules-Henri Vernoy de Saint-Georges                            | Jules Perrot                          | 8. října 1849                 | Paříž, Théâtre de l'Opéra                                    |
| Orfa                                                            | Orfa                                   | balet-pantomima             | 2             | François-Hippolyte Leroy a Henri Trianon                                      | Joseph Mazilier                       | 29. prosince 1852             | Paříž, Théâtre de l'Académie Impériale de Musique            |
| Korzár                                                          | Le Corsaire                            | balet-pantomima             | 3             | Jules-Henri Vernoy de Saint-Georges podle George Gordona Byrona               | Joseph Mazilier                       | 3. ledna 1856 (1. dubna 2005) | Paříž, Théâtre Impérial de l'Opéra (Brno, Janáčkovo divadlo) |